# Ланча Муза
Ланча Муза е италиански миниавтомобил, произвеждан от Ланча. Автомобилът е първият малък ван на компанията, разширен вариант на малкия Ипсилон.

## История
Ланча Муза е съвсем нов сегмент за марката Ланча. Както другите марки от Фиат груп, Ланча трябва да представи автомобил, подходящ за градски условия и с възможност за повече функции в ежедневието. Екипът инженери от Торино стартира проект за създаването на нов автомобил в средата на 2003 г. По-късно през същата година е представен и концептулният модел – Ланча Кандахар. Моделът е построен върху удължена платформа на Ланча Ипсилон.

## Дизайн
Дизайнът на автомобила е поверен на Централното дизайнерско студио на Ланча. Предните габарити са от по-малкия брат на автомобила – Ланча Ипсилон.

## Медийни изяви
Автомобилът, наричан още „градска лимузина“, често присъства медийното внимание. С подобен автомобил се представят звезди от различни ТВ предавания. Освен това автомобилът е представител на марката на няколко филмови фестивала в Италия. В една от рекламите на Ланча Муза участва и италианският модел Карла Бруни.